# Краснодонська міська рада
Краснодонська міська рада — орган місцевого самоврядування Сорокинської міської громади Луганського району Луганської області. До 17 липня 2020 року існувала як адміністративно-територіальна одиниця із адміністративним центром у місті обласного значення Краснодон.

## Якадміністративно-територіальна одиниця
- Територія ради: 77,33 км²
- Населення ради: 104 030 осіб (станом на 1 листопада 2012 року)
- Територією ради протікала річка Велика Кам'янка.

Міській раді були підпорядковані:
- м. Сорокине
- Молодогвардійська міська рада
  - м. Отаманівка
  - с-ще Новосімейкіне
- Суходільська міська рада
  - м. Суходільськ
- Енгельсівська селищна рада
  - смт Буран
  - смт Гірне
  - с-ще Широке
- Ізваринська селищна рада
  - смт Ізварине
  - смт Прикордонне
- Краснодонська селищна рада
  - смт Тепле
  - с-ще Світличне
- Сєверна селищна рада
  - смт Сєверний
  - смт Сєверо-Гундорівський
- Урало-Кавказька селищна рада
  - смт Урало-Кавказ
  - с-ще Західний

## Склад ради
Рада складається з 50 депутатів та голови.
- Голова ради: Баклагов Юрій Борисович
- Секретар ради: Якимов Віктор Євгенович

### Керівний склад попередніх скликань
| ПІБ                     | Основні відомості                                                       | Дата обрання | Дата звільнення |
| ----------------------- | ----------------------------------------------------------------------- | ------------ | --------------- |
| Баклагов Юрій Борисович | Міський голова, 1952 року народження, освіта вища, безпартійний         | 26.03.2006   | 31.10.2010      |
| Баклагов Юрій Борисович | Міський голова, 1952 року народження, освіта вища, член Партії регіонів | 31.10.2010   |                 |

Примітка: таблиця складена за даними джерела

### Депутати
За результатами місцевих виборів 2010 року депутатами ради стали:

#### За суб'єктами висування
| Суб'єкт висування                                       | Кількість обраних депутатів | %  |
| ------------------------------------------------------- | --------------------------- | -- |
| Партія регіонів                                         | 43                          | 86 |
| Комуністична партія України                             | 3                           | 6  |
| Політична партія «Сильна Україна»                       | 2                           | 4  |
| Партія Пенсіонерів України                              | 1                           | 2  |
| Політична партія Всеукраїнське об'єднання «Батьківщина» | 1                           | 2  |

#### За округами
| № округу                                                | Прізвище, ім'я, по батькові         | Дата визнання обраним | Освіта                  | Партійна приналежність                        | Відомості про обраного депутата |
| ------------------------------------------------------- | ----------------------------------- | --------------------- | ----------------------- | --------------------------------------------- | --- |
| Комуністична партія України                             |                                     |                       |                         |                                               | |
| б/м                                                     | Чистолінов Олег Геннадійович        | 05.11.2010            | Освіта вища             | член Комуністичної партії України             | Центральний комітет Комуністичної партії України, 1-й секретар Краснодонської міської організації Комуністичної партії України                      |
| б/м                                                     | Калініна Тетяна Михайлівна          | 05.11.2010            | Освіта середня          | член Комуністичної партії України             | Молодогвардійський професійний будівельний ліцей, художній керівник                                                                                 |
| б/м                                                     | Далін Георгій Малхазович            | 05.11.2010            | Освіта вища             | позапартійний                                 | Спілка адвокатів України, адвокат м. Краснодон |
| Партія Пенсіонерів України                              |                                     |                       |                         |                                               | |
| б/м                                                     | Васильковська Зінаїда Григорівна    | 05.11.2010            | Освіта вища             | член Партії пенсіонерів України               | пенсіонер |
| Партія регіонів                                         |                                     |                       |                         |                                               | |
| б/м                                                     | Дорошко Михайло Костянтинович       | 05.11.2010            | Освіта вища             | член Партії регіонів                          | Структурний підрозділ "Шахтоуправління «Суходільське-Східне» ВАТ «Краснодонсвугілля», гірничий майстер                                              |
| б/м                                                     | Панченко Любов Федорівна            | 05.11.2010            | Освіта вища             | позапартійна                                  | Палац культури ім. Молодої гвардії, директор |
| б/м                                                     | Ромашко Андрій Михайлович           | 05.11.2010            | Освіта вища             | член Партії регіонів                          | Краснодонське міське управління охорони здоров'я, начальник                                                                                         |
| б/м                                                     | Байдова Лариса Павлівна             | 05.11.2010            | Освіта вища             | член Партії регіонів                          | Луганське обласне відділення Партії регіонів, спеціаліст                                                                                            |
| б/м                                                     | Рева Олексій Анатолійович           | 05.11.2010            | Освіта вища             | позапартійний                                 | Приватне підприємство «Алекс», адвокат |
| б/м                                                     | Якимов Віктор Євгенович             | 05.11.2010            | Освіта вища             | член Партії регіонів                          | Краснодонська міська рада, секретар |
| б/м                                                     | Букаєва Марина Володимирівна        | 05.11.2010            | Освіта вища             | член Партії регіонів                          | Публічне акціонерне товариство «Діапазон-Максимум Банк», голова спостережної ради                                                                   |
| б/м                                                     | Подколзін Олег Станіславович        | 05.11.2010            | Освіта вища             | позапартійний                                 | Краснодонський міжрайонний відділ Управління служби безпеки в Луганській області, начальник                                                         |
| б/м                                                     | Мельник Олександр Афанасійович      | 05.11.2010            | Освіта вища             | позапартійний                                 | Дочірнє підприємство «Краснодонський ринок», директор                                                                                               |
| б/м                                                     | Балашова Ольга Ананіївна            | 05.11.2010            | Освіта вища             | член Партії регіонів                          | ВАТ «Краснодонвугілля», директор дирекції по персоналу, корпоративному управлінню та соціальним питанням                                            |
| б/м                                                     | Палкін Володимир Федорович          | 05.11.2010            | Освіта вища             | член Партії регіонів                          | приватний підприємець |
| б/м                                                     | Демидовіч Володимир Вікторович      | 05.11.2010            | Освіта вища             | член Партії регіонів                          | Ленінська державна податкова інспекція у м. Луганську, начальник                                                                                    |
| б/м                                                     | Букаєва Євгенія Олександрівна       | 05.11.2010            | Освіта вища             | член Партії регіонів                          | ТОВ «Д-М», помічник директора з фінансових питань                                                                                                   |
| б/м                                                     | Єфременко Леонід Григорійович       | 05.11.2010            | Освіта вища             | член Партії регіонів                          | Краснодонський професійний гірничий ліцей, директор                                                                                                 |
| б/м                                                     | Юрчишин Іван Степанович             | 05.11.2010            | Освіта середня          | позапартійний                                 | Луганське обласне відділення міжнародної благодійної організації «Діти допомагають дітям», голова правління                                         |
| б/м                                                     | Санаєв Іван Володимирович           | 05.11.2010            | Освіта незакінчена вища | член Партії регіонів                          | Державний професійно-технічний навчальний заклад «Суходільський навчальний центр № 36», майстер професійного навчання                               |
| б/м                                                     | Тарасюк Олег Михайлович             | 05.11.2010            | Освіта незакінчена вища | член Партії регіонів                          | Приватне підприємство «Тарасюк», директор |
| б/м                                                     | Кудріна Марина Володимирівна        | 21.12.2010            | Освіта незакінчена вища | член Партії регіонів                          | Краснодонська міська організація Партії регіонів, спеціаліст                                                                                        |
| 1                                                       | Шевилєва Галина Петрівна            | 05.11.2010            | Освіта вища             | член Партії регіонів                          | Краснодонське міське управління освіти, головний спеціаліст                                                                                         |
| 2                                                       | Кайдановський Євген Григорович      | 05.11.2010            | Освіта вища             | позапартійний                                 | Структурний підрозділ «Шахтоуправління „Самсонівське-Західне“ ВАТ „Краснодонвугілля“, директор                                                      |
| 3                                                       | Шапарова Олена Володимирівна        | 05.11.2010            | Освіта вища             | член Партії регіонів                          | Краснодонська міська гімназія, вчитель |
| 4                                                       | Бритвак Євгенія Михайлівна          | 05.11.2010            | Освіта середня          | член Партії регіонів                          | пенсіонер |
| 5                                                       | Волчанський В'ячеслав Олександрович | 05.11.2010            | Освіта вища             | член Партії регіонів                          | Цех телекомунікаційних послуг № 11 м. Краснодону Луганської філії ВАТ „Укртелеком“, начальник                                                       |
| 6                                                       | Антонов Володимир Юрійович          | 05.11.2010            | Освіта вища             | позапартійний                                 | Краснодонський районний відділ головного управління Міністерства надзвичайних справ України, начальник                                              |
| 7                                                       | Шабанов Віктор Петрович             | 05.11.2010            | Освіта вища             | позапартійний                                 | Державний вищий навчальний заклад „Краснодонський промислово-економічний коледж“, директор                                                          |
| 8                                                       | Калінкін Володимир Олексійович      | 05.11.2010            | Освіта вища             | член Партії регіонів                          | ЗАТ „Краснодонське підприємство механізації та будівництва“, директор                                                                               |
| 9                                                       | Яровий Віктор Вікторович            | 05.11.2010            | Освіта вища             | член Партії регіонів                          | Краснодонська міжрайонна санітарно-епідеміологічна станція, головний лікар                                                                          |
| 10                                                      | Галушкін Сергій Вікторович          | 05.11.2010            | Освіта вища             | член Партії регіонів                          | Виконком Краснодонської міської ради, головний спеціаліст                                                                                           |
| 11                                                      | Сиротенко Микола Дмитрович          | 05.11.2010            | Освіта вища             | член Партії регіонів                          | Краснодонське міське управління освіти, начальник                                                                                                   |
| 12                                                      | Канюка Сергій Олександрович         | 05.11.2010            | Освіта вища             | позапартійний                                 | Комунальне підприємство „Водоканал“, начальник |
| 13                                                      | Голощапова Ірина Михайлівна         | 05.11.2010            | Освіта вища             | член Партії регіонів                          | загальноосвітня школа № 7, директор |
| 14                                                      | Ангеловський Олександр Анатолійович | 05.11.2010            | Освіта вища             | член Партії регіонів                          | ВАТ „Краснодонвугілля“, заступник генерального директора — технічний директор                                                                       |
| 15                                                      | Пилип'юк Людмила Федорівна          | 05.11.2010            | Освіта вища             | член Партії регіонів                          | загальноосвітня школа № 10, директор |
| 16                                                      | Кочміна Олена Олександрівна         | 05.11.2010            | Освіта вища             | член Партії регіонів                          | загальноосвітня школа № 21, директор |
| 17                                                      | Мельников Сергій Пилипович          | 05.11.2010            | Освіта вища             | член Партії регіонів                          | Виконком Суходільської міської ради, заступник міського голови                                                                                      |
| 18                                                      | Решенін Ігор Анатолійович           | 05.11.2010            | Освіта середня          | член Партії регіонів                          | приватний підприємець |
| 19                                                      | Ніскевич Олександр Миколайович      | 05.11.2010            | Освіта вища             | член Партії регіонів                          | Шахта ім.50-річчя СРСР Структурного підрозділу шахтоуправління „Молодогвардійське“ Відкритого акціонерного товариства „Краснодонвугілля“, начальник |
| 20                                                      | Томчук Валентина Степанівна         | 05.11.2010            | Освіта вища             | член Партії регіонів                          | загальноосвітня школа № 17, вчитель |
| 21                                                      | Кириченко В'ячеслав Михайлович      | 05.11.2010            | Освіта вища             | член Партії регіонів                          | ТОВ „Перемога“, директор |
| 22                                                      | Альохіна Людмила Іванівна           | 05.11.2010            | Освіта середня          | член Партії регіонів                          | Виконком Ізваринської селищної ради, спеціаліст |
| 23                                                      | Давиденко Микола Михайлович         | 05.11.2010            | Освіта вища             | член Партії регіонів                          | приватний підприємець |
| 24                                                      | Макаров В'ячеслав Геннадійович      | 05.11.2010            | Освіта вища             | член Партії регіонів                          | шахта „Горіхівська“ ВАТ „Краснодонвугілля“, заступник начальника дільниці                                                                           |
| 25                                                      | Раков Василь Іванович               | 05.11.2010            | Освіта вища             | член Партії регіонів                          | Краснодонська школа-інтернат, директор |
| Політична партія Всеукраїнське об'єднання „Батьківщина“ |                                     |                       |                         |                                               | |
| б/м                                                     | Звягіна Галина Олександрівна        | 05.11.2010            | Освіта вища             | член Всеукраїнського об'єднання „Батьківщина“ | Довжанська- Капітальна», заступник директора |
| Політична партія «Сильна Україна»                       |                                     |                       |                         |                                               | |
| б/м                                                     | Орлов Іван Михайлович               | 05.11.2010            | Освіта середня          | член Політичної партії «Сильна Україна»       | приватний підприємець |
| б/м                                                     | Степіка Максим Федорович            | 05.11.2010            | Освіта вища             | член Політичної партії «Сильна Україна»       | приватний підприємець |